# Чмырев, Николай Андреевич
Николай Андреевич Чмырев (15 [27] апреля 1847, Серпухов, Московская губерния — 30 декабря 1886  [11 января 1887], Серпухов, Московская губерния) — русский писатель

 и педагог.

## Биография
Об его детстве информации практически не сохранилось, да и прочие биографические сведения о нём очень скудны и отрывочны; известно лишь, что родился Николай Чмырев 15 апреля 1847 года в семье учителя Донецкого окружного училища Чмырева Андрея Васильевича и его законной жены Анны Аристарховны. Высшее образование получил на юридическом факультете Императорского Московского университета[sic]. По окончании курса кандидатом прав в 1873 году был назначен преподавателем географии в Первой Московской гимназии и Школе межевых топографов (в доме Долгоруковых на Пречистенке). В том же 1873 году взял в жены Ольгу Ивановну Шканову, внучку московского купца Шканова Григория Прокофьевича.
Очень скоро выйдя в отставку, Николай Андреевич Чмырев посвятил себя литературной деятельности.
Кроме повестей и рассказов, напечатанных им в период 1881—1886 гг. в «Московском листке», Чмырев издал:
- «Кобзарь» Т. Г. Шевченко в переводе. — М. 1874 г.
- Конспект всеобщей и русской географии. — М. 1875 г.; 2-е изд. 1878; 3-е изд. 1886
- Развенчанная царевна: историческая повесть. — М., 1880
- Раскольничьи мученицы: исторический роман из эпохи церковных смут Архивная копия от 4 января 2022 на Wayback Machine. — М., 1880
- Сытые и голодные. — М., 1881
- Во святой обители: исторический роман из времён Петра Великого Архивная копия от 4 января 2022 на Wayback Machine. — М., 1883
- Атаман волжских разбойников Ермак, князь Сибирской: исторический роман Архивная копия от 4 января 2022 на Wayback Machine. — М., 1874
- Архивная копия от 4 января 2022 на Wayback Machine. — М., 1885
- Александр Невский и Новгородская вольница: исторический роман. — М., 1885—1886.

После смерти Н. А. Чмырева был напечатан его исторический роман: Боярин Пётр Басманов («Московский листок». — 1887. — № 6—73.
Умер 30 декабря 1886 (11 января 1887) года в Серпухове. Незадолго до смерти получил место секретаря Серпуховской городской думы.